# Video Hits Volume I
Video Hits Volume I (с англ. — «Видеохиты, том I») — коллекция видео-хитов группы Van Halen, выпущенный в 1996 году на лейбле Warner Bros.

## Об альбоме
Альбом включает в себя видео со следующего альбома — Without you (Van Halen III).
Некоторые песни — Don't Tell Me (What Love Can Do), Humans Being и Without You являются отредактированными/одиночными версиями, а не неотредактированными/альбомными версиями.
Ещё в альбоме также отсутствуют ранние видео группы - Runnin' with the Devil, You Really Got Me и (Oh) Pretty Woman.

## Список композиций
| №   | Название                           | Длительность |
| --- | ---------------------------------- | ------------ |
| 1.  | «Jump»                             | 4:04         |
| 2.  | «Panama»                           | 3:32         |
| 3.  | «Hot for Teacher»                  | 4:42         |
| 4.  | «When It's Love»                   | 5:36         |
| 5.  | «Finish What Ya Started»           | 4:20         |
| 6.  | «Poundcake»                        | 5:21         |
| 7.  | «Runaround»                        | 4:20         |
| 8.  | «Right Now»                        | 5:21         |
| 9.  | «Dreams»                           | 4:54         |
| 10. | «Don't Tell Me (What Love Can Do)» | 5:56         |
| 11. | «Can't Stop Lovin' You»            | 4:08         |
| 12. | «Not Enough»                       | 5:13         |
| 13. | «Humans Being»                     | 3:32         |
| 14. | «Without You»                      | 5:31         |

## Непопавшие видео
1. Runnin' with the Devil
2. Eruption/You Really Got Me
3. Jamie’s Cryin’
4. Dance the Night Away
5. You're No Good
6. Bottoms Up!
7. Loss of Control
8. Unchained
9. So This Is Love?
10. Hear About It Later
11. (Oh) Pretty Woman
12. Dreams (версия Blue Angels)
13. Why Can’t This Be Love
14. Feels So Good
15. Top of the World
16. Amsterdam
17. Crossing Over
18. Fire in the Hole
19. Once
20. Rise
21. Catherine

## Участники записи
Van Halen
- Алекс Ван Хален — ударные
- Эдвард Ван Хален — электрогитара и бэк-вокал
- Майкл Энтони — бас-гитара, бэк-вокал
- Дэвид Ли Рот — вокал (1-3)
- Сэмми Хагар - вокал, электрогитара (4-13)
- Гари Чероне - вокал (14)

Режиссёры
- Пит Энджелус - (1-3)
- Дэвид Ли Рот - (3)
- Джеримайя С. Чечик - (4)
- Энди Морахан - (5,6)
- Мейер Дейвис - (7)
- Марк Винкс - (8)
- Питер Кристоферсон - (10,11)
- Рокки Шенк - (13)
- Пол Андерсон - (14)